# Benjamin Leigh Smith
Benjamin Leigh Smith (Whatlington, Sussex, 12 de marzo de 1828 - Hampstead (Londres), 4 de enero de 1913) fue un navegante inglés y explorador del Ártico, recordado por haber dirigido entre 1871 y 1882, cinco importantes expediciones científicas a Jan Mayen y a los archipiélagos de Svalbard —donde hizo los primeros avistamientos confirmados de 22 islas, entre ellas  Brochøya, Foynøya y Schübelerøya— y de la Tierra de Francisco José —donde exploró la parte suroccidental, desconocida, descubriendo las islas de Hooker, Etheridge, Northbrook, Bell, Mabel, Bruce, Eaton y David. En la expedición a la Tierra de Francisco José de 1881-1882 perdieron su barco y debieron invernar, regresando en los botes.
Era nieto del abolicionista radical William Smith.

## Primeros años
Benjamin Leigh Smith nació en Whatlington, Sussex, hijo extramatrimonial de Anne Longden, una sombrerera de Alfreton, y del político whig  Benjamin Smith (1783-1860), el único hijo de William Smith, un abolicionista radical.
En una visita a su hermana en Derbyshire en 1826, Benjamin padre conoció a Anne Longden. Ella quedó embarazada de él y la llevó a un albergue alquilado en Whatlington, un pequeño pueblo cerca de Battle, East Sussex. Allí vivió como «sra. Leigh», el apellido de sus parientes en la cercana isla de Wight. El nacimiento de su primera hija, Barbara Leigh Smith, creó un escándalo porque la pareja no se casó y, a las ocho semanas, Anne estaba embarazada de nuevo. Cuando nació su hijo Benjamín, los cuatro se fueron a Estados Unidos durante dos años, tiempo durante el cual se concibió otro hijo.
Después de su regreso a Sussex, vivieron abiertamente juntos en Brown's y tuvieron dos hijos más. Posteriormente, Anne enfermó de tuberculosis y murió en Ryde, isla de Wight, en 1834. Ben solo tenía cinco años.

## Exploraciones
Entre 1871 y 1882, Leigh Smith realizó cinco importantes expediciones científicas a Svalbard, Jan Mayen y Tierra de Francisco José. Llevó de vuelta especímenes para el Museo Británico y el Real Jardín Botánico, así como osos polares vivos para el Zoológico de Londres.

### Expedición a Svalbard de 1871
El 19 de mayo de 1871, Leigh Smith zarpó de Grimsby a bordo del Sampson, una goleta de 85 toneladas construida en 1852. El capitán Erik Andreas Ulve y los otros 12 miembros de la tripulación eran noruegos. La expedición se detuvo en Tromsø antes de dirigirse a Svalbard, a la que se llegó el 7 de julio. El Sampson navegó a través del hielo alrededor de la costa occidental y septentrional de Spitsbergen hasta el estrecho de Hinlopen. Aquí, Leigh-Smith reconocnó lo que más tarde se denominó isla Wilhelm, y estableció que era una isla. Luego continuó a lo largo de la costa norte de Nordaustlandet, haciendo los primeros avistamientos confirmados de 22 islas, entre ellas  Brochøya, Foynøya y Schübelerøya. A lo largo del viaje, Leigh Smith realizó una serie de mediciones de temperatura, gracia a las que se dio cuenta de que las temperaturas aumentaban significativamente por debajo de la superficie y que las corrientes oceánicas alrededor de Svalbard hacían que el lado occidental fuese propicio para la exploración.  El 27 de septiembre la expedición regresó a Tromsø.

### Expedición  a Jan Mayen y Svalbard de 1872
La segunda expedición consistió en 17 hombres, incluidos Leigh Smith y el capitán John C. Wells. Los miembros de la tripulación se inscribieron en Hull y en las islas Shetland. La expedición partió de Hull el 13 de mayo de 1872 y llegó a Jan Mayen el 3 de junio. Wells tomó medidas de temperatura en profundidad mientras la tripulación cazaba ballenas y focas, lo que cubría en parte el costo de la expedición de Leigh Smith. El Sampson luego continuó a lo largo del borde de la bolsa de hielo hasta Svalbard. Allí, los sondeos más profundos de la temperatura del mar realizados por Wells corroboraron aún más la supuesta corriente cálida de las profundidades marinas. En la isla Moffen  el barco fue dañado por el hielo y tuvo que ser varado para hacer reparaciones en Wijdefjorden. A flote una vez más, el Sampson se encontró con la expedición polar sueca de Nordenskiöld en el Fuglefjorden en su camino hacia el norte. Leigh Smith regresó a Hull el 26 de septiembre.

### Expedición a Svalbard de 1873
Para la tercera expedición, Leigh Smith fletó el buque de exploración ártica Diana de James Lamont (con 17 tripulantes) y utilizó el Sampson (13 tripulantes) como barco reserva y de suministros.  Se le unieron Herbert Chermside, que estaba a cargo del mantenimiento de registros, y el naturalista Alfred Edwin Eaton. El objetivo era aventurarse más allá del borde noreste de Svalbard y también buscar la expedición de Nordenskiöld que aún no había regresado. El 13 de junio, el Diana se enteró por un barco pesquero noruego en la isla de Danes que la expedición de Nordenskiöld había invernado en Mosselbukta y estaban al borde de la inanición. Leigh Smith llegó a los 3 barcos acosados el mismo día y los ayudó con sus provisiones. Por este acto de salvación recibió más tarde la Real Orden de la Estrella Polar sueca. La expedición emprendió algunas exploraciones, pero no logró llegar mucho más lejos que anteriormente.

### ElEira
En su cuarta expedición, el entusiasmo de Leigh Smith por la exploración del Ártico había avanzado hasta el punto de que ya tenía su propio barco, el Eira, especialmente construido para la exploración. El Eira se construyó en 1879-1880 en el astillero escocés de Stephen & Forbes en Peterhead, como una barquentina de tres mástiles equipada con un motor a vapor. John y David Gray fueron pioneros en los barcos de motor de vapor y el Eira se diseñó siguiendo las líneas de los balleneros Hope y Windward. Con 38 m de eslora y 360 toneladas, el Eira era siete pies más largo y cuarenta toneladas más pesado que el Windward (construido en 1866 con una motor de vapor de 30 caballos de fuerza) pero por lo demás una copia bastante fiel. El casco del barco tenía un grosor de un metro y la proa tenía un grosor de dos metros y medio. Después del lanzamiento, el Eira fue remolcado a Aberdeen, donde se instaló una motor de vapor de 50 hp.

### Expedición a la Tierra de Francisco José de 1880

Ruta de la expedición de 1880

El 19 de junio de 1880, el barco partió de Aberdeen con el capitán William Lofley de Hull como maestro de hielo, el cirujano William Neale, el fotógrafo William John Alexander Grant, dos compañeros, dos ingenieros y 17 hombres. El 20 de junio, cuatro shetlanders fueron recogidos en Lerwick para el viaje y la exploración de Svalbard. El 11 de julio, el Hope de John Gray y el Eclipse de David Gray se reunieron con el Eira y Leigh Smith. Grant tomó una fotografía a bordo del Eira que incluía a Arthur Conan Doyle junto con Leigh Smith, los hermanos Gray y el dr. Neale.
Después de encontrar en la costa norte de Svalbard un espeso hielo, Leigh Smith decidió explorar la Tierra de Francisco José, descubierta hacia siete años por la expedición austro-húngara al Polo Norte. El 14 de agosto, la expedición avistó la isla de May, que se encuentra en la parte occidental de la que no había sido explorada previamente. La expedición descubrió varias otras islas, a saber, Hooker, Etheridge, Northbrook, Bell, Mabel, Bruce, Eaton y David.  La expedición también nombró varios accidentes geográficos, como Eira Harbour, cabo Flora, glaciar Gratton, Nightingale Sound y De Bruyne Sound. El nombre de Tierra de Alexandra se acuñó para referirse a la tierra del norte, lo que hoy es Principe Jorge yTierra de Alexandra.  El 1 de septiembre, el Eira abandonó la Tierra de Francisco José, regresando brevemente a Svalbard, antes de llegar a Peterhead el 12 de octubre.

### Expedición a la Tierra de Francisco José de 1881-1882

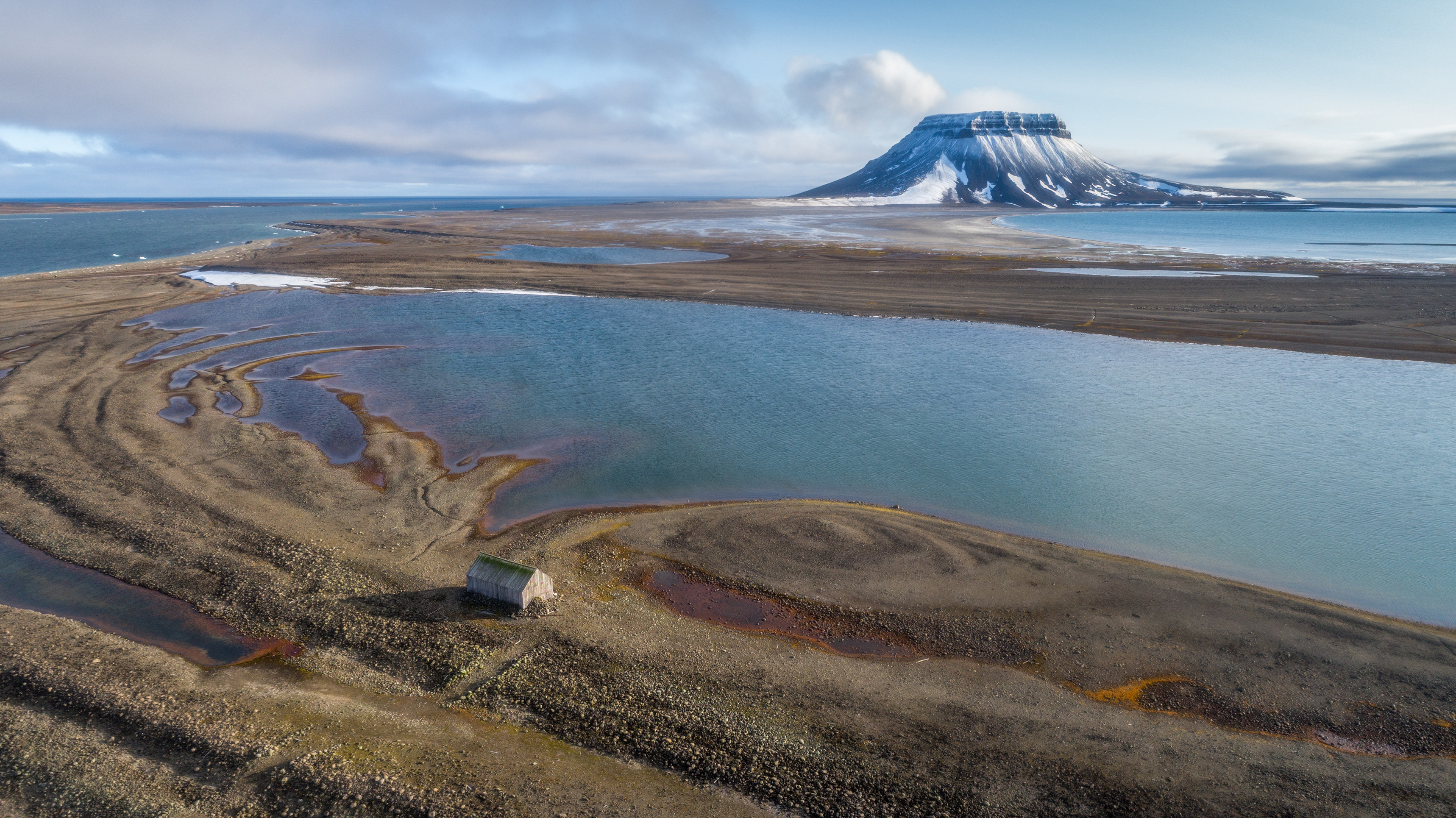
Eira Lodge en la isla de Bell

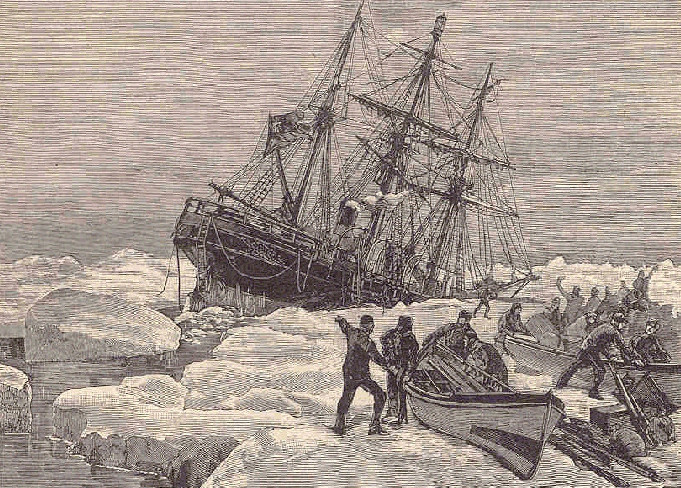
El naufragio del Eira en 1881

Al año siguiente, el barco partió en un segundo viaje, dejando Peterhead el 14 de junio de 1881 con una tripulación de 25 hombres. La intención era establecer un campamento base en el área recién descubierta el año anterior y explorar más al norte.
Al avistar la Tierra de Francisco José el 23 de julio, la tripulación construyó un almacén en la isla Bell al que llamaron Eira Lodge. Luego, el barco se dirigió al cabo Flora de la isla Northbrook, donde fue aplastado por el hielo el 22 de agosto. La expedición se vio obligada a abandonar el barco, aunque se pudieron salvar muchos suministros y 5 botes antes de su hundimiento. Como el hielo inicialmente hizo imposible llegar a Eira Lodge, construyeron una cabaña en el cabo Flora con piedras, tablas, palos y velas que llamaron Flora Cottage. El 1 de septiembre, un bote logró llegar al Eira Lodge y llevó de regreso suministros adicionales a Flora Cottage. La expedición sobrevivió al invierno ártico complementando su comida almacenada con la caza de osos, pájaros y morsas, de modo que les quedaban provisiones para 2 meses para el viaje planeado en barco hacia el sur. El 21 de junio de 1882, cuando el mar estaba suficientemente despejado, Leigh Smith ordenó que los botes se internaran en el mar. Al principio, progresaron lentamente, a menudo se vieron obligados a esperar a que se formaran canales de hielo o a arrastrar los barcos sobre el hielo. El 1 de agosto llegaron al mar abierto, no lejos de Novaya Zemlya. Al día siguiente llegaron a tierra y fueron avistados por el barco neerlandés de exploración del Ártico Willem Barentsz. Los miembros de la expedición fueron llevados a casa en el barco Hope de la "Expedición de búsqueda y socorro de Eira" organizada de forma privada bajo el mando de Allen Young, que llegó a Aberdeen el 20 de agosto.
En agosto de 2017, el hundido Eira fue encontrado por la tripulación del buque de investigación Alter Ego durante la expedición «Open Ocean: Arctic Archipelagos 2017» utilizando un sonar a una profundidad de unos 20 m, frente a la isla Northbrook.

## Reputación y legado
A pesar de su experiencia en el Ártico, el trabajo de Leigh Smith ha recibido poca atención, aunque recibió la Medalla del Patrón de la Royal Geographical Society en 1881. También fue distinguido con la Real Orden de la Estrella Polar sueca (1874) y el Prix d'Alexandre de la Roquette «pour les travaux géographiques sur la géographie des pays du Nord» (1880).
La isla Leigh-Smith (Ostrov Li-Smita), que se encuentra al este de la isla Hooker (Tierra de Francisco José), lleva el nombre de Leigh Smith, al igual que el glaciar Leighbreen y Kapp (cabo) Leigh Smith en Nordaustlandet, Svalbard.